# Rebecca Herbst
Rebecca Ann Herbst, detta Becky (Encino, 12 maggio 1977), è un'attrice statunitense.
Nota soprattutto per il ruolo di Elizabeth Webber in General Hospital.

## Filmografia parziale

### Cinema
- Perché proprio a me? (Why Me?), regia di Gene Quintano (1990)
- Shrunken Heads, regia di Richard Elfman (1994)

### Televisione
- L.A. Law - Avvocati a Los Angeles (L.A. Law) - un episodio (1986)
- Beverly Hills, 90210 - un episodio (1993)
- Oscuri sospetti (Donor Unknown) - film TV (1995)
- Il tempo della nostra vita - (1996)
- Space Cases - 14 episodi (1996-1997)
- General Hospital - 2149+ episodi (1997-in corso)
- Una famiglia a tutto gas (Brotherly Love) - 7 episodi (1997)
- Hefner: Unauthorized - film TV (1999)
- General Hospital: Night Shift - 3 episodi (2007)

## Premi
- Soap Opera Digest Awards
  - 1999: "Outstanding Younger Lead Actress" (General Hospital)